# 萊克瑪麗羅南
萊克瑪麗羅南（英語：Lake Mary Ronan）是位於美國蒙大拿州萊克縣的普查規定居民點。

## 人口
根據2020年美國人口普查的數據，萊克瑪麗羅南的面積為2.72平方千米，皆為陸地。當地共有人口53人，而人口密度為每平方千米19.49人。